# Santa Maria de Bernui
Santa Maria de Bernui és l'església romànica del poble de Bernui, en el terme municipal de Sort, a la comarca del Pallars Sobirà. Pertanyia a l'antic municipi d'Altron. Està lleugerament aturonada ran del poble, al seu costat nord. És una església sufragània de Sant Serni d'Altron, petita, d'una sola nau. És una església mitjanament gran, d'una sola nau, amb absis semicircular a llevant i campanar d'espadanya. Fou ampliada i modificada en èpoques posteriors al romànic. S'hi conserva la talla de fusta romànica de la Mare de Déu de Bernui. És una obra de Sort (Pallars Sobirà) inclosa a l'Inventari del Patrimoni Arquitectònic de Catalunya.

## Descripció
Petita església situada en un pla, damunt mateix del poble de Bernui. Consta d'una única nau, amb una capçalera rectangular a l'est. En el mur del migdia, s'obre l'antiga porta romànica, constituïda per un senzill arc de mig punt que formaven petites dovelles tallades, disposades radialment i rematades per una motllura a mode d'arquivolta exterior. Modernament es tapià aquesta porta i s'obrí la que existeixen aquest moment als peus de la nau, afegint-se també a la fàbrica romànica unes dependències. Sobre l'antiga porta romànica, i en el mateix angle que forma la nau, s'aixeca una graciosa espadanya de dos ulls, Sota el mateix d'aquesta, s'obre una estreta finestra bocinada. Els murs són d'aparell petit, paral·lelepipèdic, de proporcions molt allargades i de mides molt homogènies.
En el seu interior, es conserva la imatge romànica de la Mare de Déu de Bernui